# Dysodia speculifera
Dysodia speculifera är en fjärilsart som beskrevs av Jan Sepp 1852. Dysodia speculifera ingår i släktet Dysodia och familjen Thyrididae. Inga underarter finns listade i Catalogue of Life.